# تنغرواق (باتاوة)
تنغرواق (بالفارسية: تنگرواق) هي قرية تقع في إيران في قسم باتاوة الريفي. يقدر عدد سكانها بـ 555 نسمة بحسب إحصاء 2016.